# Pedro Piquet
 (novembre 2023).
Si vous disposez d'ouvrages ou d'articles de référence ou si vous connaissez des sites web de qualité traitant du thème abordé ici, merci de compléter l'article en donnant les références utiles à sa vérifiabilité et en les liant à la section « Notes et références ».
Pedro Piquet, né le 3 juillet 1998 à Brasilia, est un pilote automobile brésilien. Il est le fils du triple champion du monde de Formule 1 Nelson Piquet, et pilote dans le championnat de Formule 2 FIA en 2020.

## Biographie
Pedro Piquet naît à Brasilia en 1998 et remporte ses premiers titres nationaux au Brésil dès ses débuts en karting en 2006. Il passe en monoplace en 2014, signant avec l'écurie locale Cesário F3 en Formule 3 brésilienne et livre une saison très réussie à l'issue de laquelle il est sacré champion du Brésil, remportant onze victoires. En 2015, toujours avec Cesário F3, il devient de nouveau champion du Brésil de F3 après avoir réalisé une saison aussi excellente que la précédente avec quatorze victoires.
En 2016, Pedro Piquet rejoint Van Amersfoort Racing en Formule 3 européenne. Il termine sa première saison à la dix-neuvième place avec 19 points. Il participe la même année aux Masters de Formule 3, qu'il termine à la sixième place ainsi qu'au Grand Prix de Macao qu'il termine à la neuvième place.
En 2017, toujours avec Van Amersfoort, il monte sur son premier podium et termine la saison à la quatorzième place. Il participe de nouveau au Grand Prix de Macao et termine en sixième position. En 2018, il intègre Trident Racing pour disputer le GP3 Series. Il y remporte deux victoires et monte quatre fois sur le podium ce qui lui permet de finir la saison à la sixième place. Il signe avec Trident pour la saison 2019 du championnat de Formule 3 FIA. Là encore, il remporte une victoire, signe un meilleur tour et obtient trois podiums.

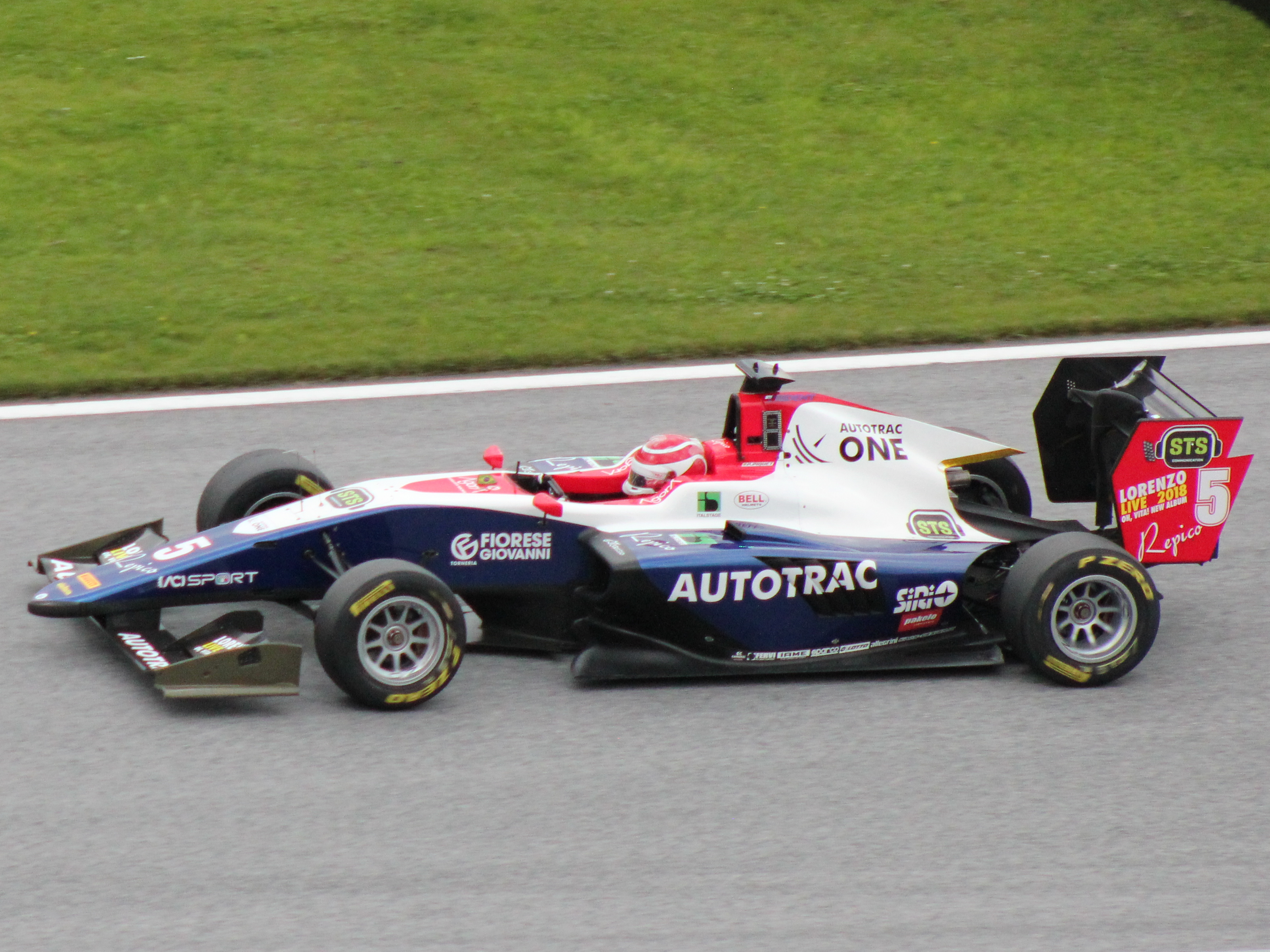
Pedro Piquet en GP3 Series en 2018 sur le Red Bull Ring.
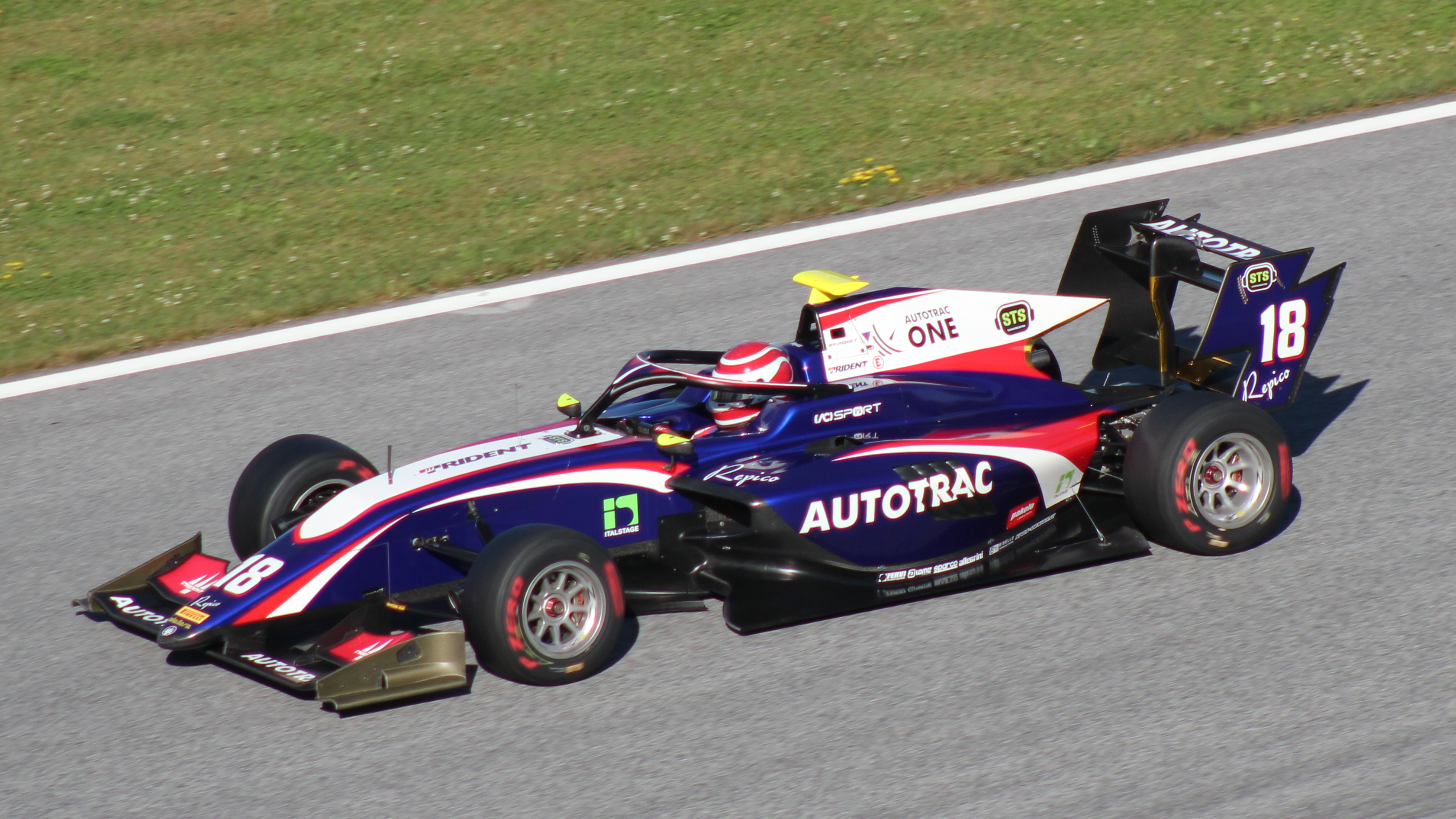
Pedro Piquet en Formule 3 en 2019 sur le Red Bull Ring.

## Résultats en compétition automobile

### Résultats en formules de promotion
| Saison | Championnat                        | Écurie                | Courses | Victoires | Pole positions | Meilleurs tours | Podiums | Points | Classement |
| ------ | ---------------------------------- | --------------------- | ------- | --------- | -------------- | --------------- | ------- | ------ | ---------- |
| 2014   | Championnat du Brésil de Formule 3 | Cesário F3            | 16      | 11        | 6              | 8               | 14      | 211    | Champion   |
| 2014   | Toyota Racing Series               | M2 Competition        | 6       | 0         | 0              | 0               | 0       | 140    | 23e        |
| 2015   | Championnat du Brésil de Formule 3 | Cesário F3            | 16      | 14        | 8              | 14              | 14      | 213    | Champion   |
| 2016   | Toyota Racing Series               | M2 Competition        | 15      | 2         | 1              | 3               | 7       | 710    | 5e         |
| 2016   | Championnat d'Europe de Formule 3  | Van Amersfoort Racing | 30      | 0         | 0              | 0               | 0       | 19     | 19e        |
| 2016   | Masters de Formule 3               | Van Amersfoort Racing | 1       | 0         | 0              | 0               | 0       | N/A    | 6e         |
| 2016   | Grand Prix de Macao                | Van Amersfoort Racing | 1       | 0         | 0              | 0               | 0       | N/A    | 9e         |
| 2017   | Toyota Racing Series               | M2 Competition        | 15      | 3         | 0              | 0               | 8       | 850    | 2e         |
| 2017   | Championnat d'Europe de Formule 3  | Van Amersfoort Racing | 30      | 0         | 0              | 0               | 1       | 80     | 14e        |
| 2017   | Grand Prix de Macao                | Van Amersfoort Racing | 1       | 0         | 0              | 0               | 0       | N/A    | 6e         |
| 2018   | GP3 Series                         | Trident               | 18      | 2         | 0              | 0               | 4       | 106    | 6e         |
| 2019   | Formule 3 FIA                      | Trident               | 16      | 1         | 0              | 1               | 3       | 98     | 5e         |
| 2020   | Formule 2                          | Charouz Racing System | 24      | 0         | 0              | 0               | 0       | 3      | 20e        |

## Autres résultats
- 2014 : 
  - Porsche GT3 Coupe du Brésil : non classé (pilote invité)
  - Global Rallycross Championship : 12e, une course disputée.
  - Brazilian Mercedes-Benz Challenge Cup : 24e, une course disputée.
- 2015 : 
  - Porsche GT3 Coupe du Brésil : 13e, une victoire.
  - Porsche Supercup : non classé (pilote invité).
- 2022 : 
  - Stock Car Pro Series :